# Спіньов Микола Миколайович
Спіньов Микола Миколайович (30 травня 1974 р., Ростов-на-Дону, РРФСР, СРСР) - радянський, російський веслувальник, Він завоював золоту медаль на Літні Олімпійські ігри 2004 р. Заслужений майстер спорту Росії.

## Життєпис
Микола Спіньов народився 30 травня 1974 р. у Ростов-на -Дон. З 1989 р. займається академічне веслування
Веслуванню навчався у дитячій спортивній школі «Ростсельмаш» у його першого тренера Г.Анцупової.
За успіхи в спорті був рекомендований для навчання в училище олімпійського резерва, яке закнінчив у 1993 р. В цьому ж році був призваний на військову службу.
Закінчив Кубанська державна академія фізичної культури.
У 2008 р. служив по контракту у Ростовський військовий інститут ракетних військ на посаді молодшого наукового співробітника науково-дослідної лабораторії у званні капітана. Тренер: Олександр Липинський.
Сімя: дружина. Дочка Олександра (1999), син Микита (2007), дочка Настя.

## Спортивна кар'єра
У 1994 р. став виступати за збірну Росії
З 1996 р. виступав у команді четвірки парної, до 2002 р. був загрібним.
У 2004 р. став олімпійським чемпіоном XXVIII Літні Олімпійські ігри разом з товаришами по четвірці парній у Афіни. Тренер: олімпійський чемпіон Мюнхена -1972 - Юрій Малишев. Члени команди: Сергій Федоровцев, Ігор Кравцов, Олексій Володимирович Свірін.
Участь в Олімпійських Іграх: 1996 -  Атланта, 2004 -  Афини, 2008 - Пекін
У 2016 р. призначений головним тренером збірної Росія по академічне веслування на засіданні нового президіума Федерації веслування Росія.